# Gino Tommasi
Gino Tommasi nome di battaglia "comandante Annibale" (Ancona, 19 settembre 1895 – Gusen, 5 maggio 1945) è stato un ingegnere e partigiano italiano.

Gino Tommasi

È stato una delle figure più in vista della Resistenza nelle Marche. 
Per le sue qualità umane, le sue capacità organizzative e il suo prestigio, gli fu conferita, nel dopoguerra, la Medaglia d'oro al valor militare alla memoria. 

## Biografia
Dopo la prima guerra mondiale, alla quale aveva partecipato come ufficiale della Territoriale, Gino Tommasi si era laureato in Ingegneria a Bologna e negli anni '20 aveva intrapreso la professione ad Ancona, dove aveva stabilito la sua residenza.
Conosceva quindi alla perfezione la regione e, avendo proseguito il suo impegno antifascista anche durante il regime (clandestinamente, prima nei gruppi socialisti, poi, dal 1942, nel Partito comunista), conosceva bene l'orientamento della popolazione politico marchigiana.

## L'impegno nella Resistenza

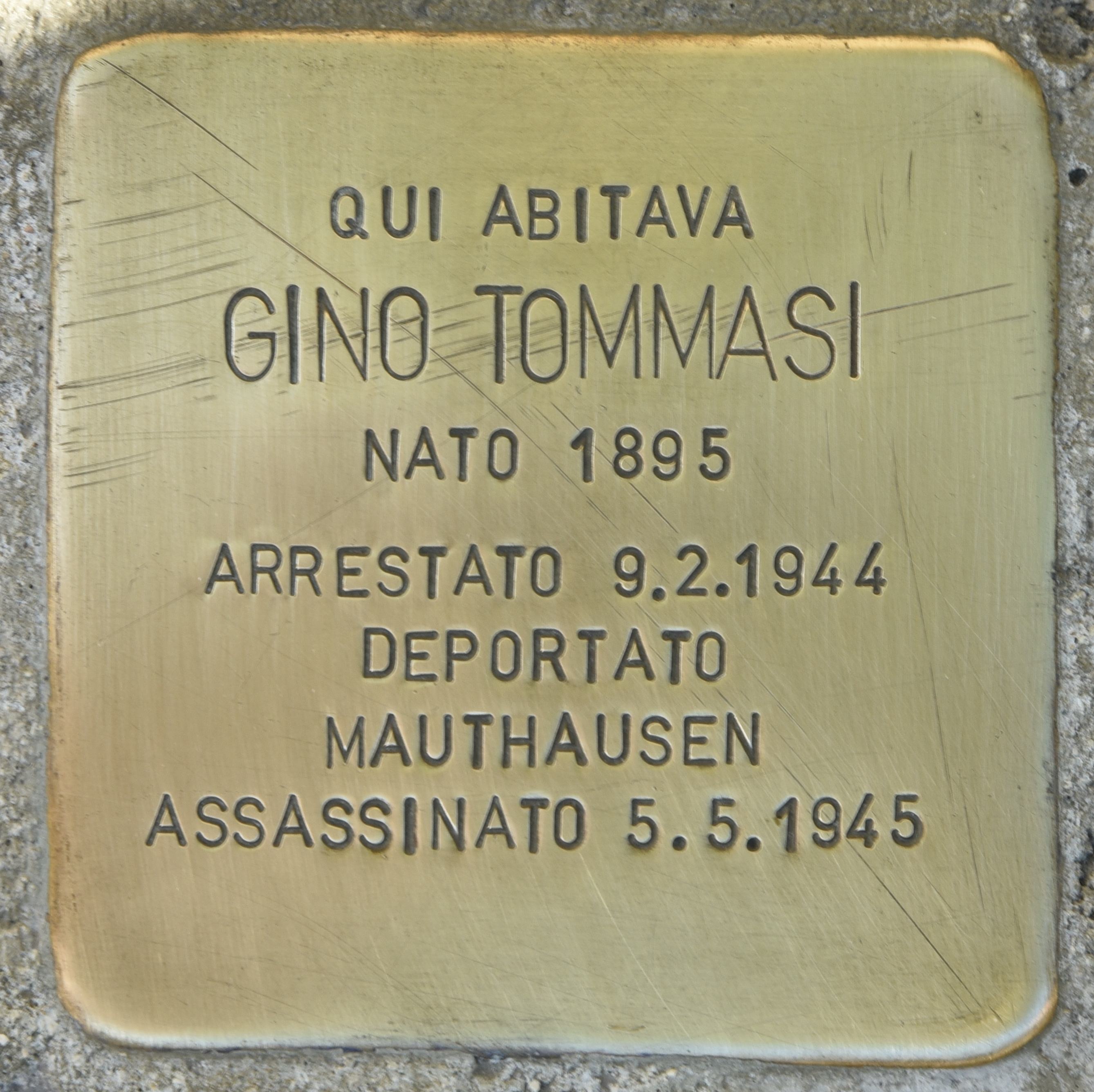
Stolperstein a Ancona

Già il 9 settembre 1943, all'indomani dell'armistizio, ricevette mandato dalla Concentrazione antifascista di Ancona presieduta dall'esponente azionista Oddo Marinelli, visto anche il suo grado di tenente colonnello di Artiglieria, di prendere contatto con le autorità militari locali, per indurle ad organizzare la difesa della città contro i tedeschi, o, quanto meno, a distribuire le armi ai cittadini. Tommasi non riuscì però a vincere le esitazioni dei comandanti militari, che provocarono così il disarmo di molte centinaia di soldati acquartierati ad Ancona (che furono confinati nelle loro caserme) da parte delle truppe tedesche e la loro successiva deportazione in Germania. Nella Relazione sulla Missione militare "Man" al Comando Supremo, Servizio Informazioni, sezione "Calderini", redatta dal Generale di brigata Salvatore Melia, questi riferì quanto comunicatogli a Caldarola da Tommasi, pochi giorni prima del suo arresto: «L'Annibale ha riferito che ogni trattativa da lui intrapresa, per conto del locale comitato, con i generali Santini Gualtiero e Aldo Piazzi per una resistenza ad oltranza contro i tedeschi, o, quanto meno, per la distribuzione delle armi alla popolazione, ebbe esito negativo dopo tergiversazioni che favorirono i nazisti. Quanto sopra viene nel complesso confermato dalla voce pubblica.»
Sempre su mandato dalla Concentrazione Tommasi assunse il controllo dell'edificio del quotidiano anconetano Corriere Adriatico, di cui gli antifascisti anconetani riuscirono a pubblicare cinque numeri prima dell'arrivo dei tedeschi.
A questo punto Tommasi, assunto il nome di battaglia di "Annibale", si impegnò a fondo nell'organizzazione clandestina della lotta partigiana.
Comunista, figura carismatica, capace, grazie alle sue doti di esperienza umana e politica, di comporre i dissidi fra le varie componenti dell'antifascismo locale, venne incaricato dal Comitato di Liberazione Nazionale della provincia di Ancona e delle Marche di organizzare la lotta partigiana come responsabile "militare" del movimento di resistenza, inquadrando le varie bande che si erano costituite spontaneamente nel territorio marchigiano nella Guardia Nazionale partigiana. Pertanto, su sua iniziativa, già nell'ottobre del 1943 operava, lungo la costa adriatica e nella Vallesina, la "Guardia Nazionale", da cui, in dicembre, sorse la Brigata d'assalto "Ancona".
Il 14 gennaio 1944 si tenne a Castelferretti di Falconara Marittima una importante riunione del CLN regionale, alla quale partecipano anche due ufficiali inviati in missione dal Governo del sud. Per evitare pericolose confusioni tra l'organizzazione partigiana della "Guardia nazionale" e la nuova struttura della Guardia Nazionale Repubblicana, identificata con la sigla G.N.R., creata l'8 dicembre 1943 dalla Repubblica di Salò, la formazione divenne la 5ª Brigata Garibaldi "Ancona" (organizzata in GAP nei vari centri urbani e in bande sulle montagne). Unica eccezione nel panorama della Resistenza italiana, la Brigata Garibaldi delle Marche, pur assumendo la denominazione tipica delle formazioni partigiane comuniste, vide la presenza di combattenti di tutte le tendenze politiche e culturali, ex-militari rientrati in Italia dai vari fronti di guerra, ex-internati nei campi di prigionia nel territorio marchigiano (tra cui inglesi, jugoslavi, russi), Regi Carabinieri che andarono in montagna per non aderire alla G.N.R. e prestare giuramento alla Repubblica di Salò, giovani renitenti alla leva della RSI, lavoratori che sfuggivano all'invio forzato in Germania. Ciò in quanto le formazioni partigiane marchigiane erano spesso una diretta espressione dei CLN regionale, provinciali e locali, nei quali erano rappresentate tutte le forze politiche antifasciste.
Nel corso della riunione Gino Tommasi venne confermato comandante della 5ª Brigata Garibaldi "Ancona"; egli nominò vice comandante della brigata l'esponente azionista Amato Tiraboschi ("Primo"), decisione che venne ratificata dal CLN regionale, che affidò ad "Annibale" anche il compito di coordinare l'iniziativa militare della Resistenza nelle altre province delle Marche.
Si determinò così un assetto di equilibrio politico nell'organizzazione partigiana marchigiana: si stabilì che l'attività della 5ª Brigata Garibaldi dovesse essere subordinata alla direzione politica del CLN, guidato da Oddo Marinelli del Partito d'Azione, formazione politica che, assieme al PCI, costituiva il partito maggiormente presente fra le file dei patrioti impegnati nella guerra partigiana. Inoltre, per evitare divisioni partitiche fra i resistenti, si decise che nelle formazioni partigiane marchigiane non dovessero essere presenti i "commissari politici", figure tipiche dell'organizzazione comunista delle Brigate Garibaldi.

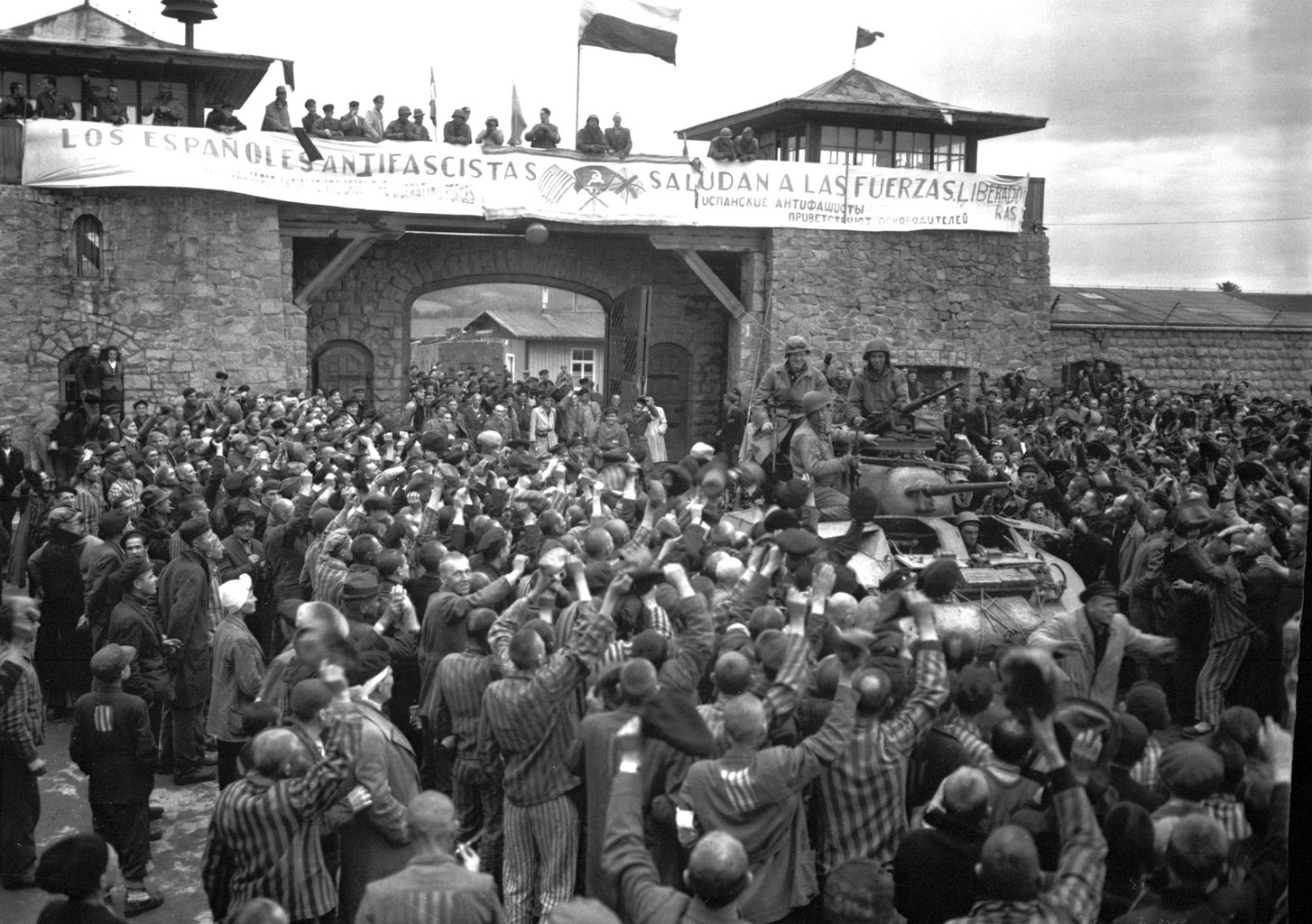
Il 5 maggio 1945 i carri dell'11ª Divisione corazzata USA entrano nel campo di concentramento di Mauthausen dalla "Porta mongola".

Nella notte dell'8 febbraio 1944, mentre rientrava ad Ancona da una riunione clandestina nel pesarese, l’auto su cui viaggiava Tommasi fu coinvolta in un incidente. Gino Tommasi decise di fermarsi a dormire nella sua abitazione a Borghetto di Ancona dove, a causa di una soffiata, venne sorpreso dai fascisti. Rinchiuso nel carcere di Macerata e poi tradotto a Forlì, "Annibale" resistette alle torture dei suoi aguzzini, finché i fascisti se ne liberarono, consegnandolo ai tedeschi. Deportato a Fossoli e di lì a Mauthausen nel sottocampo di Gusen, Tommasi si spense il 5 maggio 1945, il giorno stesso della liberazione del campo.
Nel 1951 il Consiglio comunale di Ancona decise di intitolare a Gino Tommasi una via cittadina.